# Lliga de Campions de la WSE femenina 2023-2024
La Lliga de Campions de la WSE femenina 2023-24 fou divuitena edició de la competició. Se celebrà des del 7 d'octubre de 2023 fins al 28 d'abril de 2024 i fou organitzada per World Skate Europe Rink Hockey. Hi participaren catorze equips de les principals lligues europees, sis dels quals de l'OK Lliga, el Telecable HC, vigent campió, el CP Vila-sana Coop d'Ivars, subcampió, el Generali HC Palau, el Martinelia CP Manlleu, el CP Esneca Fraga i el HC Coruña. La competició es disputà en dues fases, la primera en format de fase regular i la segona en format d'eliminatòries a doble partit. La final a quatre se celebrà al Pazo dos Deportes de Riazor el 27 i 28 d'abril de 2024.

## Clubs participants
- SL Benfica
- HC Coruña
- Coutras Rink Hockey
- RSC Cronenberg
- Martinelia CP Manlleu
- Astro Stuart HC Massamá
- Roller Matera
- CP Esneca Fraga
- Generali HC Palau de Plegamans
- IGR Remscheid
- Rotellistica Scandianese
- Telecable HC
- CP Vila-sana Coop d'Ivars
- RHC Vordemwald

## Ronda prèvia
El CP Esneca Fraga, el RSC Cronenbeg, l'IGR Remscheid i el Rotellistica Scandianese disputaren la ronda prèvia a la fase regular de la competició. L'eliminatòria es disputà a doble partit, celebrant-se l'anada el 7 d'octubre i la tornada el 23 d'octubre. Es classificaren  el CP Esneca Fraga i l'IGR Remscheld.
| Equip 1         | Global | Equip 2                  | Anada | Tornada |
| --------------- | ------ | ------------------------ | ----- | ------- |
| CP Esneca Fraga | 8-4    | RSC Cronenberg           | 5-2   | 3-2     |
| IGR Remscheid   | 12-4   | Rotellistica Scandianese | 5-2   | 7-2     |

## Primera fase

### Grup A
Al denominat grup de la mort, el CP Esneca Fraga i el CP Vila-sana Coop d'Ivars, amb dues victòries respectivament, es classificaren per als quarts de final. La classificació del grup es decidí al darrer partit amb un empat a 2 entre el CP Esneca Fraga i el SL Benfica.
| Pos | Equip                     | PJ | PG | PE | PP | GF | GC | DG | Pts |  | FRA | VLS | BEN |
| --- | ------------------------- | -- | -- | -- | -- | -- | -- | -- | --- |  | --- | --- | --- |
| 1   | CP Esneca Fraga           | 4  | 2  | 1  | 1  | 7  | 5  | +2 | 7   |  | —   | 1–2 | 2–0 |
| 2   | CP Vila-sana Coop d'Ivars | 4  | 2  | 0  | 2  | 6  | 7  | −1 | 6   |  | 1–2 | —   | 2–1 |
| 3   | SL Benfica                | 4  | 1  | 1  | 2  | 6  | 7  | −1 | 4   |  | 2–2 | 3–1 | —   |

### Grup B
El Telecable HC, amb tres victòries, i el Roller Matera, amb dos, es classificaren per als quarts de final.
| Pos | Equip         | PJ | PG | PE | PP | GF | GC | DG  | Pts |  | TEL | MAT | REM  |
| --- | ------------- | -- | -- | -- | -- | -- | -- | --- | --- |  | --- | --- | ---- |
| 1   | Telecable HC  | 4  | 3  | 1  | 0  | 31 | 7  | +24 | 10  |  | —   | 8–3 | 14–2 |
| 2   | Roller Matera | 4  | 2  | 1  | 1  | 22 | 14 | +8  | 7   |  | 2–2 | —   | 10–2 |
| 3   | IGR Remscheid | 4  | 0  | 0  | 4  | 6  | 38 | −32 | 0   |  | 0–7 | 2–7 | —    |

### Grup C
El HC Coruña i el Martinelia CP Manlleu, amb tres victòries respectivament, es classificaren per als quarts de final.
| Pos | Equip                 | PJ | PG | PE | PP | GF | GC | DG  | Pts |  | COR | MAN | COU  |
| --- | --------------------- | -- | -- | -- | -- | -- | -- | --- | --- |  | --- | --- | ---- |
| 1   | HC Coruña             | 4  | 3  | 0  | 1  | 11 | 4  | +7  | 9   |  | —   | 1–2 | 4–2  |
| 2   | Martinelia CP Manlleu | 4  | 3  | 0  | 1  | 20 | 4  | +16 | 9   |  | 0–2 | —   | 11–1 |
| 3   | Coutras Rink Hockey   | 4  | 0  | 0  | 4  | 3  | 26 | −23 | 0   |  | 0–4 | 0–7 | —    |

### Grup D
El Generali HC Palau, amb quatre victòries, i l'Astro Stuar HC Massamá, amb una, es classificaren per als quarts de final.
| Pos | Equip                   | PJ | PG | PE | PP | GF | GC | DG  | Pts |  | PAL | MAS | VOR |
| --- | ----------------------- | -- | -- | -- | -- | -- | -- | --- | --- |  | --- | --- | --- |
| 1   | Generali HC Palau       | 4  | 4  | 0  | 0  | 23 | 2  | +21 | 12  |  | —   | 7–0 | 9–0 |
| 2   | Astro Stuart HC Massamá | 4  | 1  | 1  | 2  | 5  | 12 | −7  | 4   |  | 2–3 | —   | 1–0 |
| 3   | RHC Vordenwald          | 4  | 0  | 1  | 3  | 2  | 16 | −14 | 1   |  | 0–4 | 2–2 | —   |

## Segona fase

### Quadre de competició
|  | Quarts de final        | Quarts de final      | Quarts de final   |                      |                 | Semifinals | Semifinals | Semifinals |  |  | Final | Final | Final |
|  |                        |                      |                   |                      |                 |            |            |            |  |  |       |       |       |
|  | 30 de març i 6 d'abril |                      |                   |                      |                 |            |            |            |  |  |       |       |       |
|  |                        |                      |                   |                      |                 |            |            |            |  |  |       |       |       |
|  | CP Esneca Fraga        | 2                    | 5                 |                      |                 |            |            |            |  |  |       |       |       |
|  | CP Esneca Fraga        | 2                    | 5                 | 27 d'abril 19:30 CET |                 |            |            |            |  |  |       |       |       |
|  | Roller Matera          | 3                    | 0                 |                      |                 |            |            |            |  |  |       |       |       |
|  | Roller Matera          | 3                    | 0                 | CP Esneca Fraga      | CP Esneca Fraga | 2          |            |            |  |  |       |       |       |
|  | 23 de març i 6 d'abril |                      |                   | CP Esneca Fraga      | CP Esneca Fraga | 2          |            |            |  |  |       |       |       |
|  |                        | HC Galícia           | HC Galícia        | 0                    |                 |            |            |            |  |  |       |       |       |
|  | HC Galícia             | HC Galícia           | HC Galícia        | 0                    | 2               | 8          |            |            |  |  |       |       |       |
|  | HC Galícia             |                      |                   | 28 d'abril 12:00 CET | 2               | 8          |            |            |  |  |       |       |       |
|  | Stuart HC Massamá      | 0                    | 0                 |                      |                 |            |            |            |  |  |       |       |       |
|  | Stuart HC Massamá      | 0                    | 0                 | CP Esneca Fraga      | CP Esneca Fraga | 1 (3)      |            |            |  |  |       |       |       |
|  | 23 de març i 6 d'abril |                      |                   | CP Esneca Fraga      | CP Esneca Fraga | 1 (3)      |            |            |  |  |       |       |       |
|  |                        | CP Vila-sana         | CP Vila-sana      | 1 (2)                |                 |            |            |            |  |  |       |       |       |
|  | Telecable HC           | CP Vila-sana         | CP Vila-sana      | 1 (2)                | 3               | 1          |            |            |  |  |       |       |       |
|  | Telecable HC           | 27 d'abril 17:00 CET |                   |                      | 3               | 1          |            |            |  |  |       |       |       |
|  | CP Vila-sana           | 2                    | 3                 |                      |                 |            |            |            |  |  |       |       |       |
|  | CP Vila-sana           | 2                    | 3                 | CP Vila-sana         | CP Vila-sana    | 3          |            |            |  |  |       |       |       |
|  | 23 de març i 6 d'abril |                      |                   | CP Vila-sana         | CP Vila-sana    | 3          |            |            |  |  |       |       |       |
|  |                        | Generali HC Palau    | Generali HC Palau | 0                    |                 |            |            |            |  |  |       |       |       |
|  | Generali HC Palau      | Generali HC Palau    | Generali HC Palau | 0                    | 3               | 5          |            |            |  |  |       |       |       |
|  | Generali HC Palau      |                      |                   |                      | 3               | 5          |            |            |  |  |       |       |       |
|  | Martinelia CP Manlleu  | 1                    | 0                 |                      |                 |            |            |            |  |  |       |       |       |
|  | Martinelia CP Manlleu  | 1                    | 0                 |                      |                 |            |            |            |  |  |       |       |       |

## Fase final

### Semifinals
| CP Esneca Fraga   | 2‐0     | HC Coruña |
| ----------------- | ------- | --------- |
| Sanjurjo 34', 37' | Informe |           |

| CP Vila-sana Coop d'Ivars        | 3‐0            | Generali HC Palau |
| -------------------------------- | -------------- | ----------------- |
| Agudo 1' · Gómez 44' · Silva 45' | Informe Partit |                   |

### Final
| CP Esneca Fraga                                                                              | 1‐1 (pr.)             | CP Vila-sana Coop d'Ivars                                                              |
| -------------------------------------------------------------------------------------------- | --------------------- | -------------------------------------------------------------------------------------- |
| Gutíerrez 4'                                                                                 | Informe Estadístiques | Agudo 40'                                                                              |
| Tanda de penals                                                                              |                       |                                                                                        |
| Sanjurjo · González · Soto · Arxé · Gutíerrez · González · Soto · Arxé · González · Sanjurjo | 3-2                   | Porta · Gómez · Agudo · Felamini · Silva · Gómez · Porta · Felamini · Agudo · Felamini |

| CP Esneca Fraga | CP Vila-sana Coop d'Ivars |

| #               | Pos. | Nom               |     |
| --------------- | ---- | ----------------- | --- |
| 1               | POR  | Anna Ferrer       |     |
| 2               |      | Joana Xicota      |     |
| 7               |      | Aina Arxé         |     |
| 8               |      | Vinyet Flix       |     |
| 9               |      | Rebeca González   |     |
| 28              |      | Adriana Soto      |     |
| 44              |      | Regina Flix       |     |
| 85              |      | Adriana Gutiérrez | 22' |
| 87              |      | Maria Sanjurjo    |     |
| 26              | POR  | Leyre López       |     |
| Entrenador      |      |                   |     |
| Jordi Capdevila |      |                   |     |

| Campió de la Lliga de Campions de la WSE 2023-24 |
| ------------------------------------------------ |
| CP Esneca Fraga Primer títol                     |

| #            | Pos. | Nom            |  |
| ------------ | ---- | -------------- |  |
| 23           | POR  | Sandra Coelho  |  |
| 3            |      | Daiana Silva   |  |
| 5            |      | Laura Barcons  |  |
| 7            |      | Luciana Agudo  |  |
| 8            |      | Sara Planella  |  |
| 9            |      | Flor Felamini  |  |
| 12           |      | Maria Porta    |  |
| 14           |      | Victòria Porta |  |
| 17           |      | Gimena Gómez   |  |
| 20           | POR  | Anna Salvat    |  |
| Entrenador   |      |                |  |
| Lluís Rodero |      |                |  |

## Estadístiques
| Nota. Jugadores amb sis o més gols |

| \| Màxima golejadora \| Màxima golejadora \| Màxima golejadora \| Màxima golejadora \| Màxima golejadora \| Màxima golejadora \| Màxima golejadora \| Màxima golejadora \| Màxima golejadora \| \| # \| Nom \| Club \| G \| PJ \| GPP \| Asst. \| Pen \| FD \| \| ----------------- \| ----------------- \| ------------------------- \| ----------------- \| ----------------- \| ----------------- \| ----------------- \| ----------------- \| ----------------- \| \| 1 \| Aina Florenza \| Generali HC Palau \| 12 \| 7 \| 1.71 \| 0 \| 0/2 \| 0 \| \| 2 \| Pamela Lapolla \| Roller Matera \| 10 \| 6 \| 1.67 \| 0 \| 1/2 \| 0/1 \| \| 3 \| Alba Garrote \| HC Coruña \| 9 \| 7 \| 1.29 \| 0 \| 0/1 \| 0/2 \| \| 4 \| Núria Almeida \| Telecable HC \| 8 \| 6 \| 1.33 \| 2 \| 0 \| 0 \| \| 5 \| Nara López \| Martinelia CP Manlleu \| 7 \| 6 \| 1.17 \| 2 \| 0 \| 0 \| \| 6 \| Maria Igualada \| Telecable HC \| 7 \| 6 \| 1.17 \| 0 \| 0 \| 0 \| \| 7 \| Laura Puigdueta \| Generali HC Palau \| 6 \| 7 \| 0.86 \| 0 \| 0/1 \| 0 \| \| 8 \| Victòria Porta \| CP Vila-sana Coop d'Ivars \| 6 \| 8 \| 0.75 \| 0 \| 2/3 \| 1/4 \| \| 9 \| Sara Roces \| Telecable HC \| 6 \| 6 \| 1.00 \| 2 \| 0/2 \| 0 \| \| 10 \| Berta Tarrida \| Roller Matera \| 6 \| 6 \| 1.00 \| 0 \| 0 \| 0 \| Font: World Skate Europe |                 |                           |    |    |      |       |     |     |
| Màxima golejadora |                 |                           |    |    |      |       |     |     |
| # | Nom             | Club                      | G  | PJ | GPP  | Asst. | Pen | FD  |
| 1 | Aina Florenza   | Generali HC Palau         | 12 | 7  | 1.71 | 0     | 0/2 | 0   |
| 2 | Pamela Lapolla  | Roller Matera             | 10 | 6  | 1.67 | 0     | 1/2 | 0/1 |
| 3 | Alba Garrote    | HC Coruña                 | 9  | 7  | 1.29 | 0     | 0/1 | 0/2 |
| 4 | Núria Almeida   | Telecable HC              | 8  | 6  | 1.33 | 2     | 0   | 0   |
| 5 | Nara López      | Martinelia CP Manlleu     | 7  | 6  | 1.17 | 2     | 0   | 0   |
| 6 | Maria Igualada  | Telecable HC              | 7  | 6  | 1.17 | 0     | 0   | 0   |
| 7 | Laura Puigdueta | Generali HC Palau         | 6  | 7  | 0.86 | 0     | 0/1 | 0   |
| 8 | Victòria Porta  | CP Vila-sana Coop d'Ivars | 6  | 8  | 0.75 | 0     | 2/3 | 1/4 |
| 9 | Sara Roces      | Telecable HC              | 6  | 6  | 1.00 | 2     | 0/2 | 0   |
| 10 | Berta Tarrida   | Roller Matera             | 6  | 6  | 1.00 | 0     | 0   | 0   |